# Sequedin
 Sequedin  es una población y comuna francesa, en la región de Norte-Paso de Calais, departamento de Norte, en el distrito de Lille y cantón de Lomme.

## Demografía
| 1675 | 2716 | 2966 | 3384 | 3340 | 3627 |
| Para los censos de 1962 a 1999 la población legal corresponde a la población sin duplicidades (Fuente: INSEE [Consultar]) |      |      |      |      |      |